# Нобелівська премія з літератури
Но́белівська пре́мія в галузі літератури — найпрестижніша міжнародна літературна премія у світі. Створена разом з чотирма іншими Нобелівськими преміями за заповітом Альфреда Нобеля 1895 року. Премію вручають з 1901 року.

## Правила видачі нагороди
За заповітом Альфреда Нобеля винагорода має бути отримана людиною, що створила «найвидатніші роботи в напрямку ідеалізму». Первісна вимога розглядати тільки ті роботи, що були створені в рік, що передує року нагороди, була змінена щоб роботи могли бути розглянуті, якщо їх значення було визнано лише недавно.
Органом присудження Нобелівської премії є Шведська академія. Вона була заснована за взірцем Французької академії королем Густавом III 1786 року. Академія складається з 18 членів, відомих як De Aderton («Вісімнадцять»). Вона складається зі шведських письменників, поетів, вчених та істориків. У виборі лавреата Нобелівської премії працює Нобелівський комітет, що складається з 4 або 5 осіб вибраних з числа членів академії на термін 3 років.
Право номінації мають члени Шведської академії та інших академій та інститутів аналогічного характеру. Це право також мають університетські професори літератури і філологічних наук, переможці попередніх номінацій, і президенти асоціацій відповідальних за літературну творчість в країні. Імена кандидатів є засекреченими протягом 50 років, а це означає, що імена потенційних кандидатів до і після оголошення призу є тільки чутками.

### Процедура
Процедура надання нагород має такий вигляд:
Вересень: члени Нобелівського комітету відправляють приблизно 600—700 формулярів особам, що мають право на висунення. Кандидатури повинні бути представлені до 31 січня наступного року.
Лютий: комітет створює список і передає академії для затвердження.
Квітень: комітет обирає 15–20 імен кандидатів до розгляду академії.
Травень: комітет звужує список до 5 фіналістів для розгляду академії.
Червень–серпень: члени академії знайомляться з творчістю кандидатів.
Вересень: обговорення творчості кандидатів.
Жовтень: вибір переможця.
Грудень: 10 грудня в Стокгольмі відбувається урочиста церемонія вручення Нобелівської премії.

### Голосування
Голосування, в якому беруть участь члени академії, відбувається в жовтні. Точна дата є фіксованою і заздалегідь повідомленою. Кожна особа, що має право голосу, дає секретарю картку з ім'ям кандидата. Необхідна абсолютна більшість дійсних голосів для вибору переможця. У разі відсутності абсолютної більшості голосів, голосування повторюється.

## Історія премії
Перший лавреат Нобелівської премії з літератури був Сюллі-Прюдом. Він отримав 150 782 шведських крон. На сьогодні ця сума становить 10 мільйонів шведських крон.
Нагородження не проводилось 7 разів: у 1914, 1918, 1935, 1940–1943 роках. Чотири рази премія була розділена між двома авторами: у 1904, 1917, 1966 та 1974 роках. Два письменники не прийняли премію: Жан-Поль Сартр та Борис Пастернак (якому це заборонила радянська влада).
Єдиний раз премія була присуджена посмертно — у 1931 році Ерік Аксель Карлфельдт отримав премію, пробувши членом Академії протягом 20 років на посаді секретаря. Він був номінований двічі, але не погодився б надати премію самому собі.

## Скандал 2018 року
Шведська академія заявила, що у 2018 році вона не оголошуватиме переможця — вперше за 75 років. Причиною цьому стали корупційні скандали і звинувачення у сексуальних домаганнях щодо чоловіка однієї з членів академії. З Нобелівського фонду незаконно давали гроші на проєкти фотографа і режисера Жана-Клода Арно — чоловіка поетеси Катаріни Фростенсон. Також декілька жінок звинуватили його у сексуальних домаганнях. Ці звинувачення призвели до серйозної кризи у Шведській академії, внаслідок чого з її складу вийшли керівник, чотири інших члени, а також сама пані Фростенсон.
У академії заявили, що переможця Нобелівської премії з літератури за 2018 рік оголосять наступного року — разом з переможцем 2019 року. Також додали, що рішення було ухвалене через втрату довіри громадськості. Від моменту заснування премії було лише сім випадків, коли її не вручали, зокрема, в роки Першої та Другої світових воєн, а також у 1935 році, коли було вирішено, що жоден з претендентів не гідний нагороди. Востаннє премію не вручали 1943 року.